# Trecastagni
Trecastagni (Triccastagni in siciliano) è un comune italiano di 11 315 abitanti della città metropolitana di Catania in Sicilia.

## Geografia fisica
Trecastagni sorge alle pendici del vulcano Etna, ed è uno dei comuni che si trovano alla quota più elevata.
Il territorio è collinare ed è circondato da svariati conetti vulcanici di diversa epoca e dimensione (Monte Ilice, Monte Gorna, Monte San Nicolò, Tre Monti, Monte Serra).
La particolare conformazione del territorio circostante, caratterizzato da una forte pendenza verso i sottostanti comuni di Viagrande e San Giovanni la Punta, rende la posizione di Trecastagni particolarmente panoramica: la visuale spazia dalla estremità meridionale della Calabria fino al Golfo di Augusta, nel siracusano.

## Origini del nome
L'etimologia del nome è incerta, e si riscontrano diverse ipotesi:
- Tres castaneae, nome dell'antico sito in cui si trovavano tre grossi castagni;
- Tres Casti Agni, ovvero "i tre casti agnelli", con riferimento ai santi martiri Alfio, Cirino e Filadelfo, patroni del paese, che sostarono in loco durante il loro trasferimento da Vaste a Lentini, luogo del martirio;
- Tria Castra, di difficile interpretazione, ma che presumibilmente fa riferimento a tre accampamenti di guerra.

## Storia
La data di fondazione del centro abitato è incerta. Sembra che inizialmente la zona sia stata abitata dai sicani, seguiti dai siculi, dagli elimi e dai morgeti. Si trovò, quindi, proprio nel cuore della Magna Grecia, per poi essere romanizzata, come dimostrano i reperti archeologici. Nel XIV secolo l'abitato era già perfettamente costituito e organizzato, come testimoniano i primi documenti storici (di Frà Michele da Piazza), che narrano dell'invasione di Trecastagni da parte di Simone Chiaramonte, nel tentativo di scacciare il generale Artale I Alagona, il primo sostenitore degli Angioini, il secondo filo-Aragonese.
Fu sottoposta successivamente alla giurisdizione e al regime tributario del Vescovo di Catania fino al 1640, quando venne venduto, insieme al casale di Viagrande, a Domenico di Giovanni, nobile e banchiere messinese, appartenente ad un'importante famiglia nobiliare. Nel 1641 Trecastagni fu elevata a rango di principato, del quale nel 1654 entrò a far parte anche Pedara. Nel 1667 la chiesa madre di San Nicola di Bari divenne parrocchia, con il titolo di Arcipretura ed in tale data la popolazione era di circa 5 000 abitanti. Dopo il devastante terremoto del 1693, la popolazione crollò drasticamente, e nel 1737 al censimento risultarono presenti solo 2 000 abitanti. Nel 1710 Anna Maria di Giovanni, principessa di Trecastagni, ultima erede del casato, sposò Giuseppe Alliata Colonna Romano, principe di Villafranca, e il Principato di Trecastagni passò quindi al casato degli Alliata. Nel 1818, con l'abolizione del feudalesimo, il paese venne costituito comune e capoluogo di mandamento giudiziario ed elettorale, con riserva di un seggio nel Parlamento Generale di Sicilia.
Tra le testimonianze storico-architettoniche abbiamo: la chiesa madre, edificata nel XVI secolo, in stile rinascimentale, che presenta una pregevole scalinata a due rampe e un campanile ricostruito verso la fine del XIX secolo; la Chiesa del Bianco, del XIV secolo, accanto alla quale si erge una bassa torre campanaria; la chiesa di San Antonio di Padova, in stile barocco, alla quale interno sono custoditi degli altari lignei del XVII secolo; la Chiesa di Santa Caterina, costruita agli inizi del XVII secolo e restaurata di recente; la Chiesa del convento delle Proiette, costruita insieme all'annesso convento tra la fine del XVIII e l'inizio del XIX secolo; il Santuario dei Santi Martiri Alfio, Cirino e Filadelfo, costruito a seguito del ritrovamento delle loro reliquie nel 1517, e terminato nel 1593.

### Simboli
Trecastagni non ha uno stemma concesso con decreto ufficiale e l'unico emblema documentato è quello assegnato nel 1812 dall'Intendenza Borbonica che corrisponde approssimativamente a quello rappresentato in un drappo in velluto esposto nella sala consiliare.
Il comune storicamente ha in uso uno stemma civico che riprende l'arma della famiglia Di Giovanni che si blasonava: d'azzurro, a due leoni controrampanti, trattenenti una spiga di frumento nodrita su una zolla movente dalla punta, il tutto d'oro.

## Monumenti e luoghi d'interesse

### Architetture civili

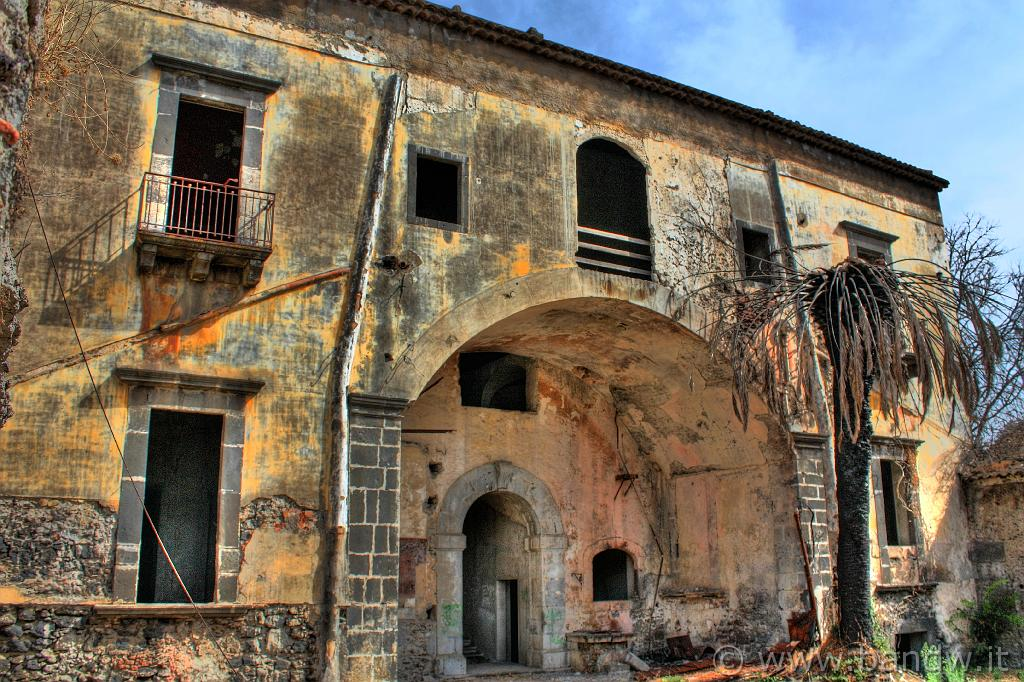
Palazzo Principi di Giovanni

Il Palazzo dei Principi di Giovanni fu costruito intorno alla metà del XVII secolo dal primo Principe di Trecastagni, Domenico di Giovanni. È stato acquistato dal comune verso la fine del XX secolo. Si è quindi provveduto a ripristinarne la copertura. Tuttavia gli interni sono ancora chiusi ed in attesa di restauro: il palazzo nel corso del tempo è stato adibito a svariati usi, tra i quali carcere, caserma dei carabinieri e, addirittura, stalla.

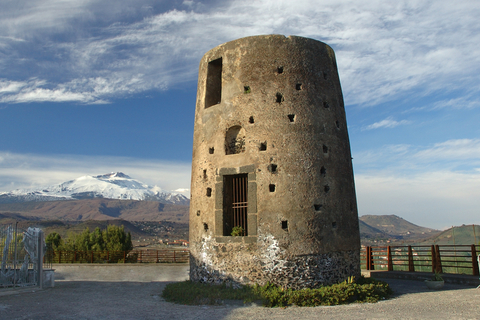
Mulino a vento

Trecastagni conserva nel suo territorio alcuni monumenti di rilevante valore artistico.
Il Mulino a vento è un antico forte di avvistamento risalente ad un'epoca precedente all'invasione saracena. Durante l'epoca normanna venne riadattato a piccolo mulino a vento; tuttora all'interno è possibile vedere le macine in pietra. A partire dal XVI secolo conserva al suo interno tre cannoni, utilizzati annualmente per segnare l'inizio dei festeggiamenti in onore dei santi martiri Alfio, Filadelfo e Cirino.

### Architetture religiose

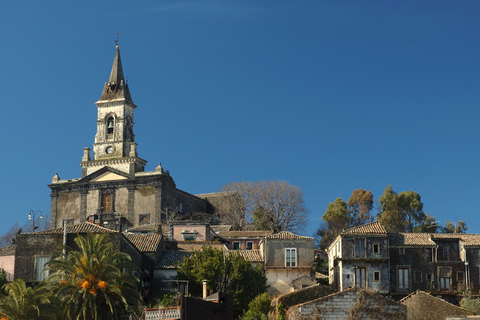
Chiesa Madre di Trecastagni

Gran parte delle chiese di Trecastagni risalgono (o sono state ristrutturate) alla fine del XVII secolo, l'epoca d'oro dei Di Giovanni oltre che del terremoto del Val di Noto.
La chiesa madre, o matrice, dedicata da sempre a san Nicola di Bari, patrono del comune, esisteva già prima del terremoto del val di Noto del 1693; finora il documento più antico trovato negli archivi diocesani, che attesta già il culto di san Nicola nel territorio di Trium Castanearum e quindi della chiesa, è del 1351. La struttura della chiesa subì profonde modifiche dopo il terremoto, in particolare per quanto riguarda il campanile, non in stile con il resto della struttura della seconda metà del XIX secolo. Dalla chiesa è possibile godere di un ampio panorama che spazia dalla Calabria al golfo di Augusta. Notevole è l'architettura degli interni e degli esterni, arricchiti da pregevoli lavori in pietra lavica. La chiesa si trova in cima ad una scalinata monumentale, che conduce dal sottostante largo Abate Ferrara al portale principale della chiesa.

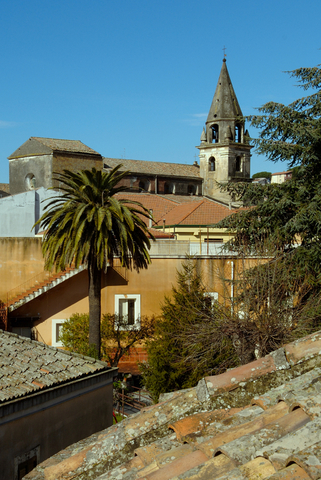
Il campanile dei Bianchi

L'attuale struttura della chiesa di Santa Maria della Misericordia detta del Bianco o dei Bianchi, risale al 1734, come recita la data incisa sulla trabeazione della porta laterale; essa è stata ricostruita dopo il terremoto del Val di Noto che causò la quasi integrale perdita degli affreschi interni. Anche il campanile è successivo alla restante struttura, e lo stile è notevolmente diverso. Pregevoli i portali esterni ed il finestrone frontale che si affaccia sul Largo del Bianco. Particolare il gruppo settecentesco della Misericordia, in legno dorato, composto da tre personaggi: Padre Eterno, Cristo Redentore e la Madonna Madre di Misericordia, unico nel suo genere, realizzato e benedetto nel 1628 e restaurato nel 1711 dai danni subiti del terremoto del 1693.

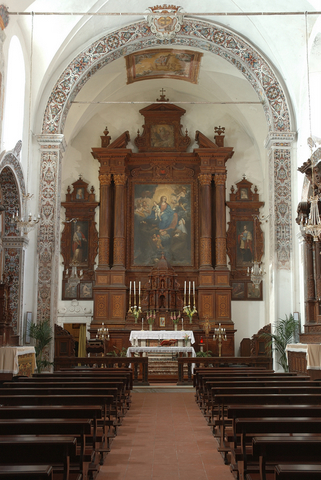
Altare Chiesa di Sant'Antonio di Padova

Il convento dei Padri Minori riformati, con annessa chiesa di Sant'Antonio di Padova, risale al 1660 e fu costruito con i fondi donati dall'allora principe e dai fedeli. Il convento e la chiesa sono stati recentemente oggetto di restauro; all'interno del convento è possibile ammirare il chiostro, con pilastri in pietra squadrata ed una grande cisterna.
Gli altari all'interno della chiesa sono in legno intagliato di pregevole fattura. Dalla chiesa è possibile accedere ad una stanzetta che era adibita all'imbalsamazione dei cadaveri. Alla destra della chiesa si trova l'antico cimitero sotterraneo. Dopo l'unità d'Italia, il convento passò allo Stato e fu adibito ai più svariati usi (tra cui municipio, prefettura, carcere e scuola elementare).

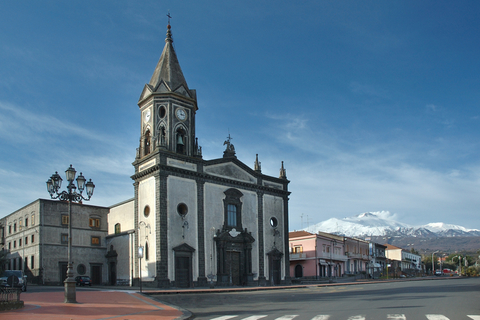
Santuario dei Santi Martiri Alfio, Cirino e Filadelfo

Il santuario dei Santi Martiri Alfio, Cirino e Filadelfo risalente al 1662. È meta storica di pellegrinaggio dei fedeli, che giungono a Trecastagni durante tutto il mese di maggio. All'interno dei locali della chiesa è possibile visitare un'amplissima collezione di ex voto (erano 826 nel 1971 e attualmente si stimano superiori al migliaio).
Le altre principali chiese sono la chiesa della Madonna dell'Aiuto, lungo la strada che collega Trecastagni a Pedara; la chiesa di Santa Caterina d'Alessandria, o Gaglianese, sita nell'omonimo quartiere; la chiesa di Sant'Andrea, da cui prende il nome il quartiere (il più antico di Trecastagni, detto anche Bonanni); la chiesa delle Anime del Purgatorio (o Sant'Antonio abate), all'ingresso del paese per chi giunge da San Giovanni la Punta, lungo la via Vittorio Emanuele; il Conservatorio delle Vergini, o Collegio Immacolata, nei pressi della chiesa dei Bianchi; la chiesa di Santa Maria di Tremonti, chiesa di campagna sita nell'omonima contrada; la chiesa di San Benedetto, recentemente restaurata, nei pressi del quartiere Gaglianese; l'Orfanotrofio delle Proiette, con annessa Chiesa di San Vincenzo de' Paoli, in cima alla Salita dei Saponari.

### Aree naturali

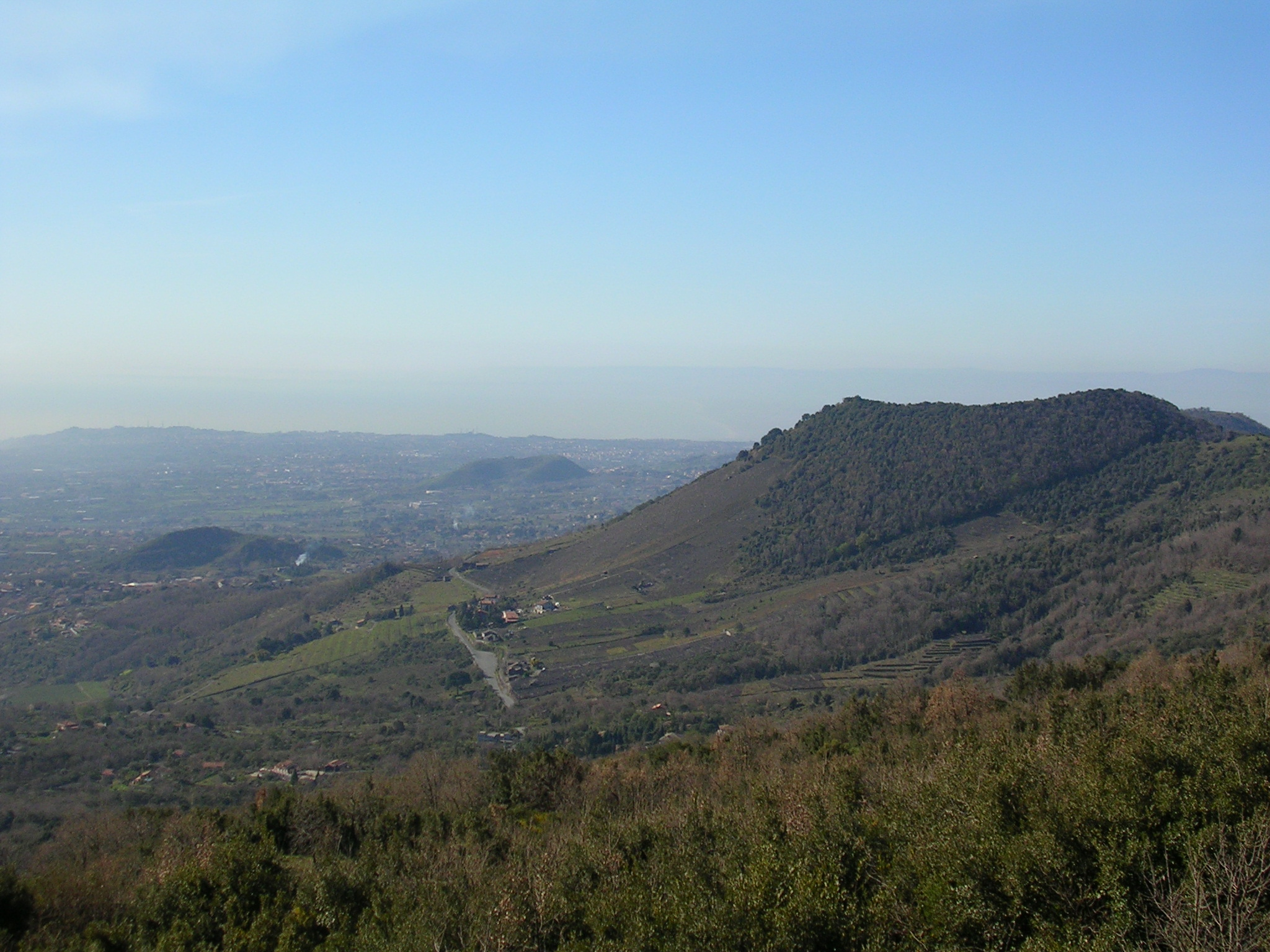
Monte Ilice, visto da nord

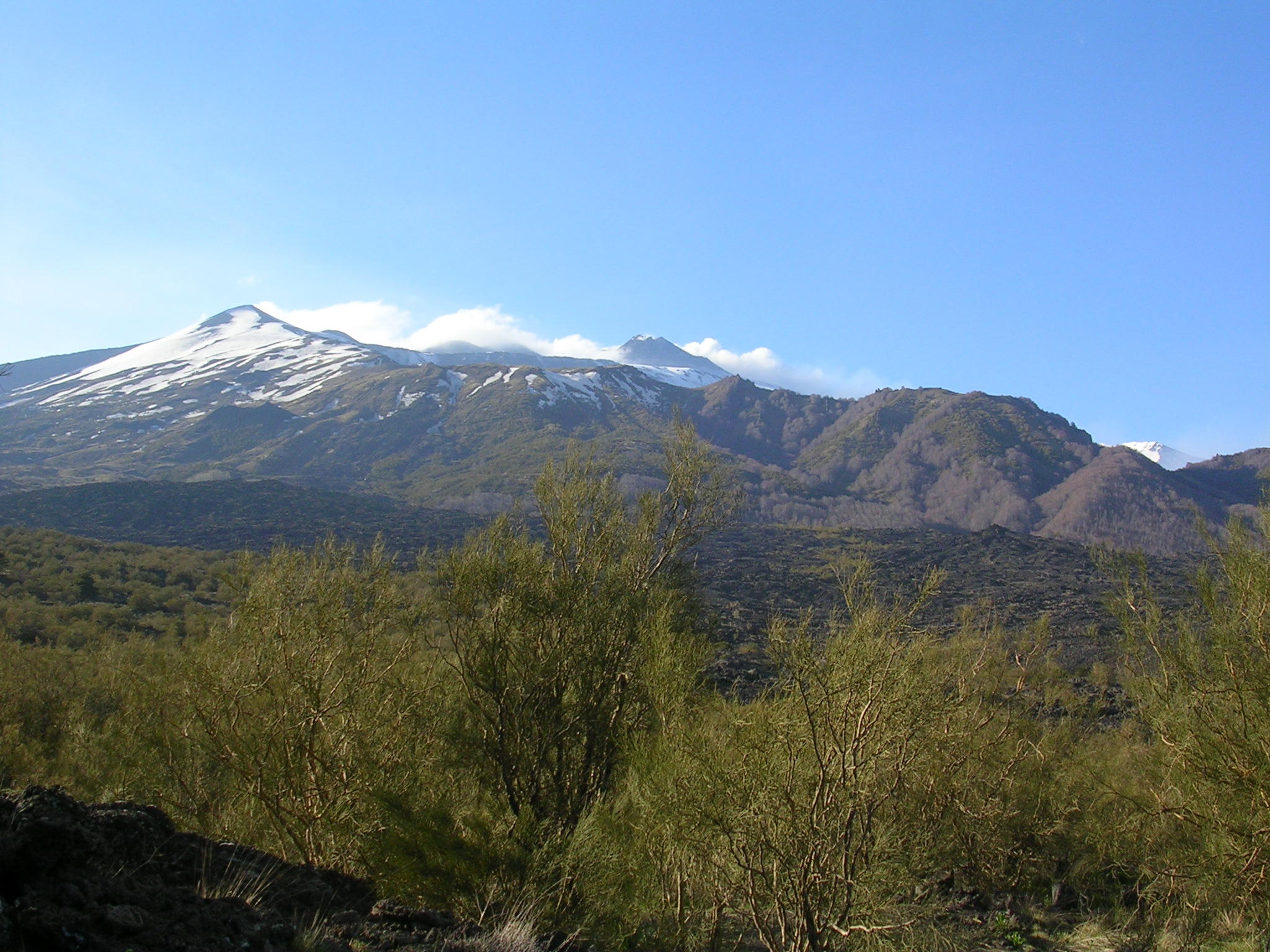
L'Etna vista da contrada Sciammaro Lupo, all'estremità nord del territorio trecastagnese

Il territorio trecastagnese, trovandosi alle pendici dell'Etna ed essendo uno dei comuni al confine tra il continuum abitato dell'area metropolitana di Catania e il territorio del Parco dell'Etna, è in gran parte non edificato, e dunque ricco di attrattive naturalistiche.
Nel territorio a nord di Trecastagni si trovano tre conetti vulcanici: in particolare il monte Ilice ed il monte Gorna sono di notevoli dimensioni. I terreni sulla parte esterna dei conetti sono coltivati a vigna o altri alberi da frutto (incluso dei castagneti per il monte Gorna). Per entrambi i monti è possibile salire in cima, in modo da poter godere del panorama, e ridiscendere all'interno degli antichi crateri, anch'essi un tempo coltivati, ma ormai abbandonati.
In passato la fossa del monte Ilice, il più grande, accoglieva anche una teleferica (esistente ancora oggi) che permetteva di trasportare i frutti dall'interno del monte alla cima dello stesso. All'esterno del monte Ilice si trova un'antica masseria nella quale Giovanni Verga ambientò il romanzo di successo Storia di una capinera.
Lungo la strada che conduce da Trecastagni alle contrade di campagna, all'altezza di monte Gorna, si trova l'Eremo Sant'Emilia, un piccolo torrione con merlatura in pietra lavica. A metà strada circa tra il monte Gorna ed il monte Ilice, lungo la stessa strada è possibile vedere la Grotta Comune, un anfratto lavico che dà il nome all'intera zona circostante.
Poco più avanti si trova la piccola cappella dedicata ai tre fratelli martiri, di proprietà del Santuario. Di qui in avanti si trovano numerosi sentieri che si diramano in diverse direzioni. I boschi circostanti sono prevalentemente abitati da castagni, querce e lecci. Oltre una certa quota, i boschi sono interrotti dalle colate laviche che si sono succedute nel tempo.
Anche le sciare sono attraversate da vari sentieri, alcuni anche carrozzabili, che permettono di giungere fino alla strada che conduce da Zafferana Etnea al Rifugio Sapienza.
Nel quartiere del Frastucheto, così chiamato in quanto precedentemente occupato da alberi di pistacchio, tra il Corso Europa e la circonvallazione, si trova il boschetto Di Bella: la più grande, ma trascurata, area verde all'interno del centro abitato.

## Società

### Evoluzione demografica
Abitanti censiti

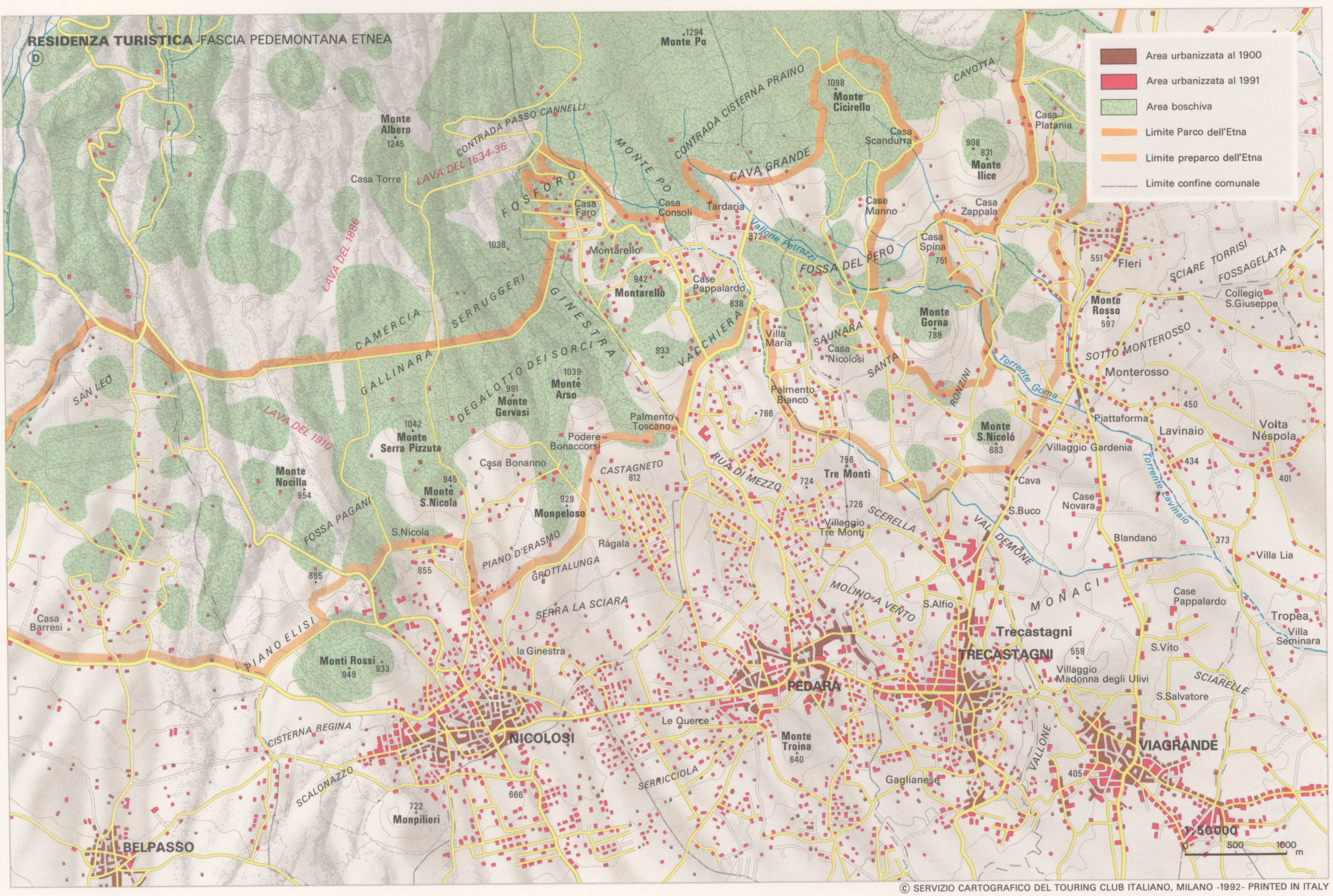
Fascia pedemontana etnea

La cittadina, posta a 586 metri s.l.m. domina un territorio esteso per 18,96 km². Il centro abitato si è sviluppato in tempi remoti, ma la attuale configurazione urbanistica è dovuta principalmente per effetto della ricostruzione dopo il terremoto del 1693 e si sviluppa principalmente lungo le due direttrici ortogonali sud-nord (Catania-Zafferana) est-ovest (Acireale-Nicolosi).
Tali linee di espansione, identificabili nelle attuali vie Vittorio Emanuele - Corso Sicilia e L.Sturzo - F. Crispi - ricche di testimonianze architettoniche borghesi e di angoli tipicamenti contadini - si intersecano formando uno slargo, Piazza del Bianco, centro per antonomasia della vita cittadina, malgrado la spaziosa e vicina piazza Marconi, voluta negli anni venti dal sindaco Sebastiano Consoli.
Negli anni settanta anche Trecastagni - come altri paesi etnei - ha avuto un notevole incremento urbanistico e su tutto il suo territorio sono sorte ville e case residenziali che ne hanno fatto un centro ricercato di villeggiatura collinare per l'amenità dei luoghi, la gradevolezza dell'ambiente, la vicinanza ai boschi e all'Etna.
Dagli atti della curia vescovile di Catania si ricavano le più importanti notizie sullo sviluppo abitativo del paese: risulta infatti che nel 1602 abitavano in Trecastagni 856 famiglie, all'incirca 4 230 abitanti. Trecastagni costituiva il casale (agglomerato rurale) più grande di Catania, dalla quale fu amministrato sino al 1640. Nel 1641 subì una sorte comune ad altri casali della zona etnea: la vendita a Domenico di Giovanni da Messina - che acquistò pure Pedara e Viagrande - col titolo di principato. Venne riscattato quindi, insieme ad altri casali, da Catania nel 1652, ma poi tornò al di Giovanni, il quale prese a risiedervi e ne fece il centro principale tra i suoi possedimenti della zona, come attestano la costruzione del palazzo in cui venivano esercitate le magistrature cittadine e l'erezione di un convento nel 1666.
Nel 1669 fu devastata dal terremoto legato all'eruzione. Come conseguenza del terremoto del 1693 si assiste ad un declino della popolazione, come tutta l'area intorno a Catania, duramente colpita dal sisma. Si ritiene che Trecastagni abbia riportato una perdita di popolazione superiore al 30% rispetto al rivelo (censimento) del 1681 e quindi probabilmente circa 1 000 abitanti. Nel 1700, con il matrimonio di Anna Maria di Giovanni con Giuseppe Alliata e Colonna principe di Villafranca, Trecastagni si legò al titolo di quest'ultimo. Nel censimento del 1737 ordinato dal vescovo Galletti figurano abitanti in Trecastagni 1997 individui. Nel 1798 il centro etneo contava 2 406 anime. Nel 1817 Trecastagni si ritrova nella lista dei comuni del distretto di Catania (come da Regio decreto n. 122). Nel 1826 subì il decurtamento di una parte del suo territorio che venne inglobato nel neo-costituito comune di Zafferana. I moti rivoluzionari del 1837 lo videro partecipe. Il 16 aprile 1838 Trecastagni venne elevato a capoluogo di circondario (suddivisione giudiziaria). In ragione dei moti del 1848, subì poi la repressione borbonica. Nel 1853 la popolazione si attestava sulle 3 345 anime.
La crescita della popolazione nel corso del XX secolo si è attestata mediamente sui quattro/cinquemila abitanti, solo con il censimento del 2001 ha raggiunto 8 265 anime.

### Religione
La religione più diffusa tra la popolazione di Trecastagni è il cattolicesimo, e le parrocchie che sorgono nel suo territorio fanno parte del XI Vicariato paesi zona del bosco dell'arcidiocesi di Catania.
La cittadina ha come santi patroni san Nicola di Bari (patrono principale) e i santi fratelli martiri Alfio, Filadelfo e Cirino (compatroni).

### Etnie e minoranze straniere
Gli stranieri residenti a Trecastagni sono 258 e rappresentano il 2,3% della popolazione residente.
La comunità straniera più numerosa è quella proveniente dalla Romania con il 17,1% di tutti gli stranieri presenti sul territorio, seguita dagli Stati Uniti d'America (10,9%) e dallo Sri Lanka (ex Ceylon) (10,5%).

## Cultura

### Manifestazioni ed attività culturali

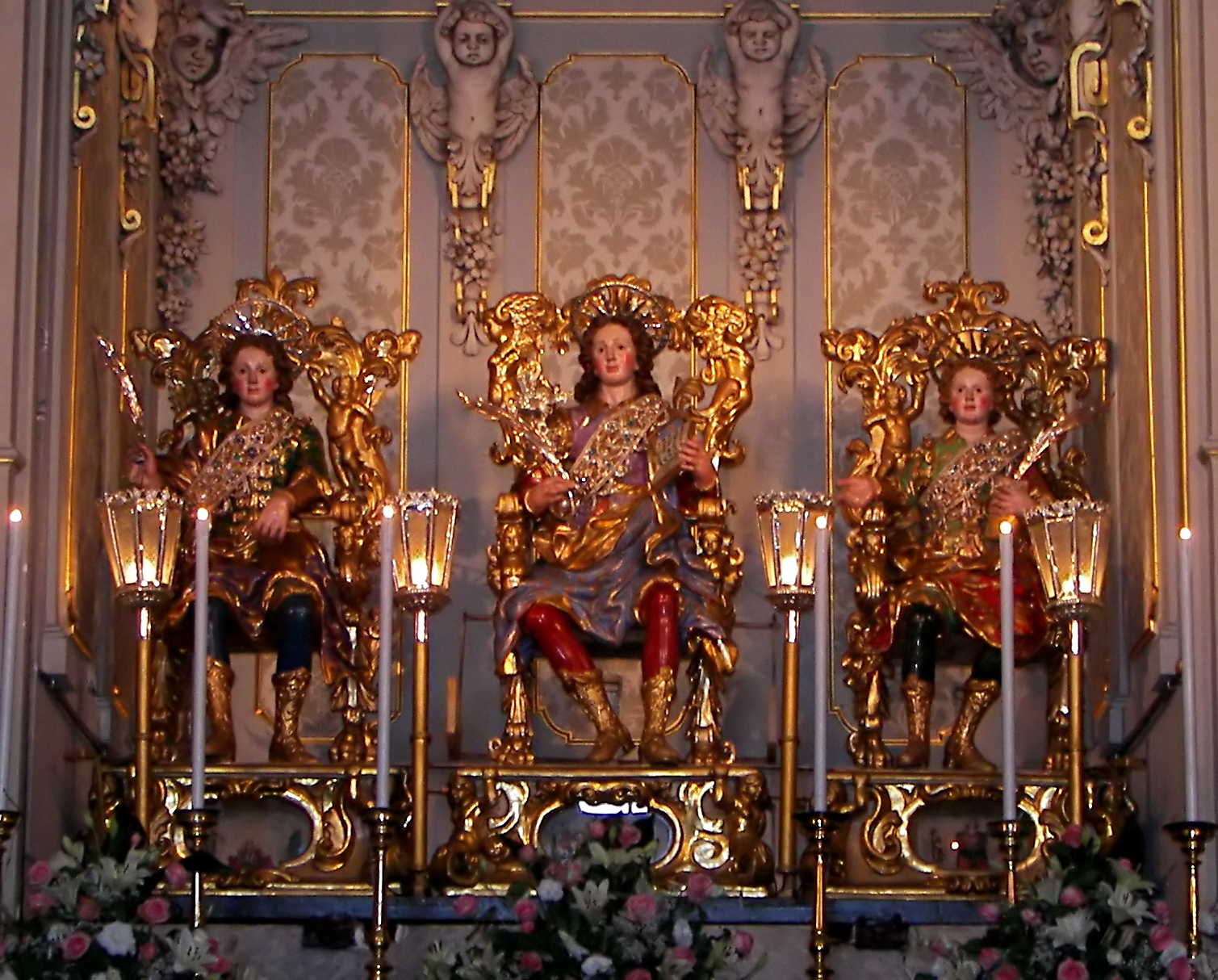
Simulacri dei Santi Martiri Alfio, Filadelfo e Cirino

La manifestazione più importante è, senza ombra di dubbio, la festa in onore dei fratelli Alfio, Filadelfo e Cirino, che si svolge durante tutto il mese di maggio, ed ha il suo culmine nella settimana del 10 maggio, giorno della Festività Liturgica.
L'inizio dei festeggiamenti viene segnato dai ventuno colpi di cannone sparati dal Mulino a vento. Nel corso di tutto maggio, centinaia di pellegrini giungono al Santuario portando ceri, alcuni anche di dimensioni ragguardevoli. Di particolare importanza folkloristica sono l'entrata delle musiche, nel corso del quale complessi bandistici provenienti da alcuni comuni etnei attraversano le vie del paese, l'entrata dei cantanti (la sera del 9), con i tradizionali e spettacolari fuochi artificiali offerti dai vari quartieri del paese (partito S. Alfio, partito Collegiata e partito Tondo) preceduto da un concerto sinfonico al Largo dei Bianchi.

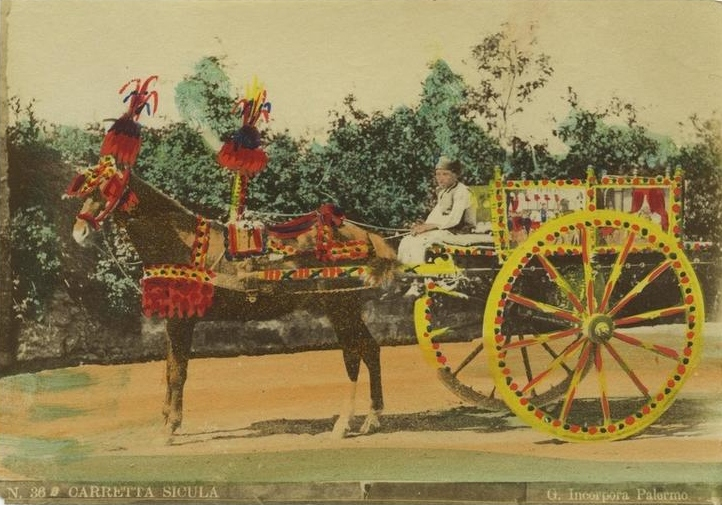
Carretto siciliano

Nella nottata tra il 9 ed il 10 giungono la maggior parte dei devoti, i nudi, scalzi, vestiti di bianco e con una fascia rossa sulle spalle, recanti ceri di dimensioni proporzionate alle rispettive capacità economiche.
La giornata del 10 è segnata dalla svelata dei Santi, intorno alle 9, in una chiesa colma di devoti e la successiva uscita dei Santi, intorno alle 13: in questo momento la piazza antistante al Santuario, e tutti i balconi e le terrazze che danno sulla piazza, sono pieni di devoti e curiosi venuti ad assistere ad uno spettacolo folkloristico sensazionale.
Nel corso della festa, inoltre, è possibile assistere alla sfilata dei tipici carretti siciliani.
Le altre manifestazioni si svolgono prevalentemente nel corso della stagione estiva. Tra le più note vi sono la Festa del Castagno (con esposizioni di prodotti tipici dell'intera Sicilia, in particolare prodotti e manufatti del castagno, attività primaria del paese) e il Trecastagni International Music Festival, rassegna di concerti di musica classica riproposta dal 1999.
Di rilievo è l'associazionismo teatrale. Sempre in questo ambito, negli ultimi anni la stagione teatrale offerta dal Teatro Comunale ha raggiunto un rilevante spessore, grazie anche alla collaborazione con il Teatro Stabile di Catania.
Tra le altre manifestazioni religiose di rilievo vi è la festa in onore di San Nicola di Bari, patrono della città di Trecastagni e titolare della Chiesa Madre, Arcipretura-Parrocchiale. Tra le altre cose, oltre al fatto che san Nicola è stato il primo patrono di Trecastagni ab tempo immemore, riconfermato a patrono principale in perpetuo, la Chiesa Madre gode della fortuna di conservare reliquie del Santo provenienti originariamente da Venezia , successivamente donate e conservate al monastero benedettino di San Nicolò l'Arena a Catania, quindi per anni riposte in cattedrale e poi da alcuni anni a Trecastagni dove vengono venerate dai devoti e fedeli. I festeggiamenti si svolgono nel corso della prima decade di dicembre, di solito la prima domenica del mese, e culminano il giorno 6 dicembre.
La storia della Chiesa Madre è legata a quella di san Nicola, il primo documento fino ad esso trovato che attesta già il culto di san Nicola nel territorio di "Trium Castanearum" e quindi della chiesa è del 1351. Non si esclude che la presenza del culto del santo vescovo di Myra, nel territorio, sia ancora più remoto vista la presenza dei tanti cenobi dedicati al santo e non di origine bizantina diffusi in Sicilia. 
Nella Bolla di papa Eugenio IV del 31 marzo 1446 la chiesa di “S. Niccolò” di Trecastagni. viene menzionata tra i benefici legati alla Collegiata di S. Maria dell'Elemosina di Catania. 
Presso l'archivio parrocchiale si conservano nei "Libri d'Introito ed Esito" e nelle "Giuliane" del tempo, memoria delle spese per la festa di San Nicola: "Spisi per rotula 14 di pulviri per la festa di San Nicola e per la luminaria" (1616). "Spari di mortaretti e spese per la festa del glorioso Santo Nicolao e per cantare la Missa in musica". Si fa pure menzione, dell'adempimento del Parroco della vicina Zafferana Etnea, la cui parrocchia era filiale della Chiesa Madre di Trecastagni, che offriva come tributo una torcia accesa durante tutto il tempo della celebrazione della Messa solenne nel giorno di san Nicola.
I festeggiamenti, che nel corso del tempo si erano sopiti, ebbero una ripresa nel 1987, in concomitanza con il 900º anniversario della traslazione delle reliquie del Santo da Myra, in Turchia, a Bari. La festa è un momento di forte aggregazione religiosa e sociale per i cittadini e i devoti. Ha inizio l'ultima domenica di novembre, al termine della solenne messa vespertina, vengono benedetti gli abiti votivi che i devoti indossano nei giorni di festa. Un momento toccante è la "Svelata" del simulacro del patrono tra gli sventolii dei fazzoletti e le invocazioni: "S. Nicola Evviva!". Successivamente il simulacro viene intronizzato sull'altare maggiore. Nella Domenica più vicina al 6 dicembre si svolge la festa esterna. La mattinata è salutata dallo scampanio festoso e dagli spari di salve a cannone. Dopo la S. Messa animata dai bambini del catechismo, che offrono un fiore al Santo, la statua del santo patrono, portata a spalla dai devoti, si affaccia dall'imponente portale della Chiesa Madre salutata dagli scampanii festosi, dal lancio di fiori e carte multicolore, in contemporanea allo sparo di mortaretti e giochi pirotecnici. Il simulacro e le reliquie dopo essere state collocate sulla "vara", iniziano la processione per le vie del paese, per fare rientro in chiesa verso le ore 13:00, dopo aver effettuato a corsa la ripida salita verso la loro chiesa: "a 'cchianata da Matrici". Momenti importanti della processione sono certamente l'omaggio floreale del Sindaco al patrono e l'accoglienza della processione al suono di trombe e sparo di mortaretti presso il Largo dei Bianchi. Sul far della sera, dopo il solenne Pontificale, il simulacro di S. Nicola e le reliquie vengono portate nuovamente in processione, accompagnate dai gruppi, associazioni religiose, militari e civili. È la parte più caratteristica della festa e in un clima di raccoglimento e preghiera, la statua portata a spalla raggiunge la piazza Marconi dove, dopo la benedizione della città con la Reliquie vi è un variopinto spettacolo pirotecnico. Al rientro in chiesa il simulacro del S. Patrono viene "Velato" nella sua cameretta al grido di "S. Nicola Evviva!".
Il Simulacro di S. Nicola viene esposto alla venerazione dei fedeli anche l'8 maggio nel ricordo della traslazione delle reliquie da Myra a Bari e nella solennità della dedicazione della Chiesa Madre.

### Altre manifestazioni religiose
- 13 giugno: festa di S. Antonio di Padova;
- Sabato e domenica più vicine al 16 luglio: festa di Maria SS. del Carmelo. La festa ha inizio con la solenne Quindicina dal 1° al 15 luglio in Chiesa Madre. Giorno 16 luglio, in Chiesa Madre si svolge la Santa Messa durante la quale vengono benedetti i tradizionali "Abitini" o "Scapolari". Nel sabato e nella domenica più vicini al 16 luglio si svolge la festa esterna. Il simulacro di Maria SS. del Carmelo, posto sul fercolo, compie un tragitto processionale lungo le vie del paese facendo una sosta al santuario dei Santi Fratelli Martiri. Caratteristico è il Carro Mariano allestito dai giovani della Matrice; si tratta di un carro plastico dove vengono riprodotte scene animate, da personaggi viventi (bambini), della vita e della devozione a Maria SS. del Monte Carmelo.
- 15 agosto: festa di Maria SS. Assunta;
- Ultima domenica di agosto: festa del Sacro Cuore di Gesù Bambino;
- Terza domenica di settembre: festa di Maria SS. dell'Aiuto.

## Amministrazione
Di seguito è presentata una tabella relativa alle amministrazioni che si sono succedute in questo comune.
| Periodo        | Periodo        | Primo cittadino                                    | Partito                        | Carica                  | Note   |
| -------------- | -------------- | -------------------------------------------------- | ------------------------------ | ----------------------- | ------ |
| 18 giugno 1985 | 24 maggio 1990 | Vincenzo Petralia                                  | Partito Socialista Italiano    | Sindaco                 | [ 12 ] |
| 24 maggio 1990 | 5 luglio 1993  | Vincenzo Petralia                                  | Partito Socialista Italiano    | Sindaco                 | [ 12 ] |
| 16 luglio 1993 | 13 giugno 1994 | Sebastiano Biondi                                  | Lista civica                   | Sindaco                 | [ 12 ] |
| 27 giugno 1994 | 25 maggio 1998 | Salvatore Pasqualino                               | Liste civiche                  | Sindaco                 | [ 12 ] |
| 25 maggio 1998 | 27 maggio 2003 | Salvatore Torrisi                                  | Centro-destra                  | Sindaco                 | [ 12 ] |
| 27 maggio 2003 | 17 giugno 2008 | Vincenzo Petralia                                  | Liste civiche di Centro-destra | Sindaco                 | [ 12 ] |
| 17 giugno 2008 | 12 giugno 2013 | Giuseppe Messina                                   | Il Popolo della Libertà        | Sindaco                 | [ 12 ] |
| 12 giugno 2013 | 8 maggio 2018  | Giovanni Barbagallo                                | Partito Democratico            | Sindaco                 | [ 13 ] |
| 9 maggio 2018  | 8 ottobre 2020 | Tania Giallongo Salvatore Mallemi Giuseppe Sindona |                                | Commissari straordinari | [ 12 ] |
| 8 ottobre 2020 | -              | Giuseppe Messina                                   | Liste civiche di Centro-destra | Sindaco                 | [ 12 ] |

### Altre informazioni amministrative
Il comune di Trecastagni fa parte delle seguenti organizzazioni sovracomunali: regione agraria n.7 (Colline litoranee di Acireale).

## Sport
A Trecastagni è molto seguito il calcio con la squadra locale Città di Trecastagni che milita nel campionato di terza categoria girone b La società etnea disputava le sue partite allo stadio La Carlina un impianto con circa 4300 posti, attualmente chiuso e dichiarato inagibile. I colori sociali sono il giallo e il blu.

## Galleria d'immagini

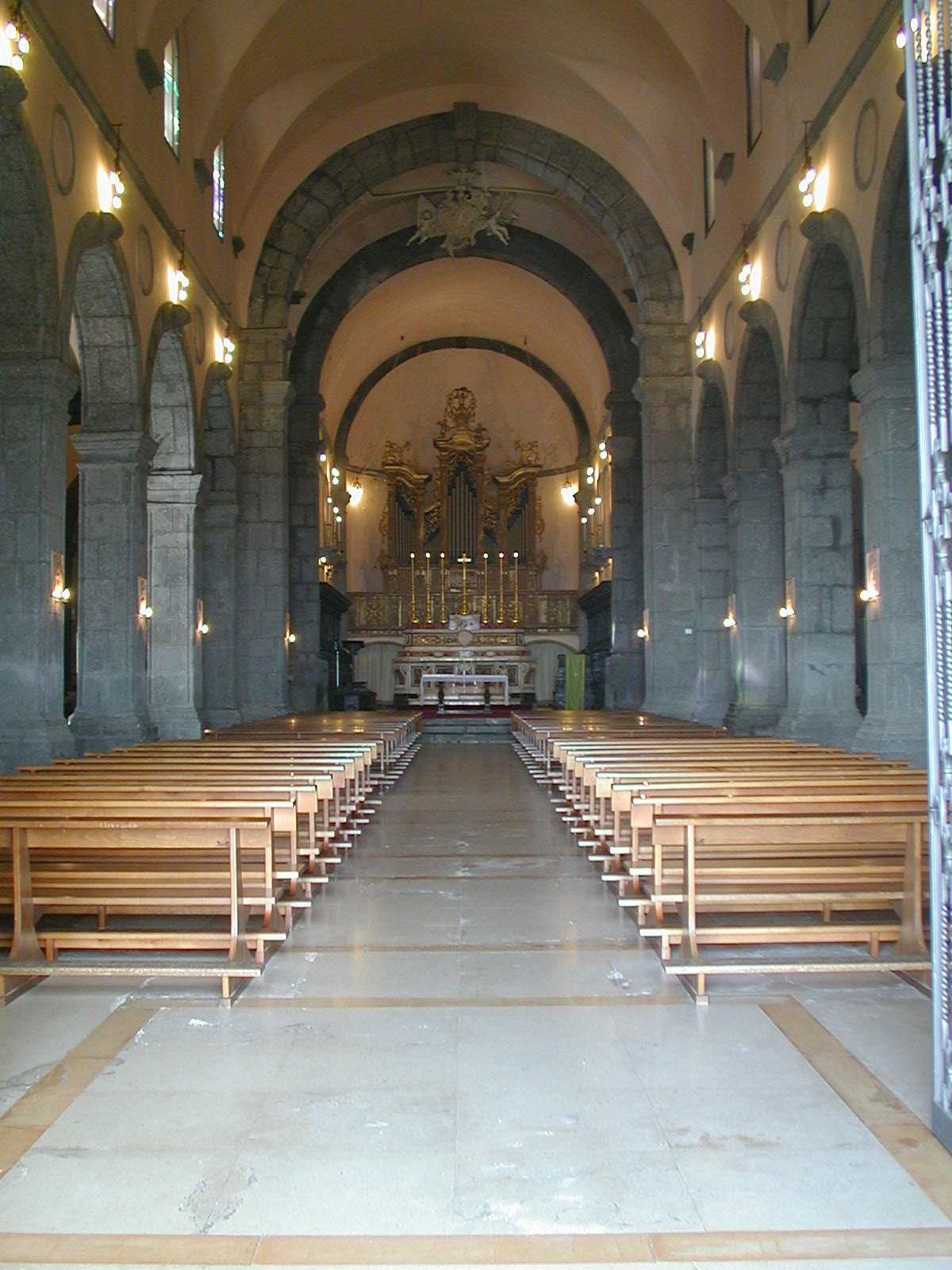
Interno della Arcipretura Chiesa Madre di San Nicola
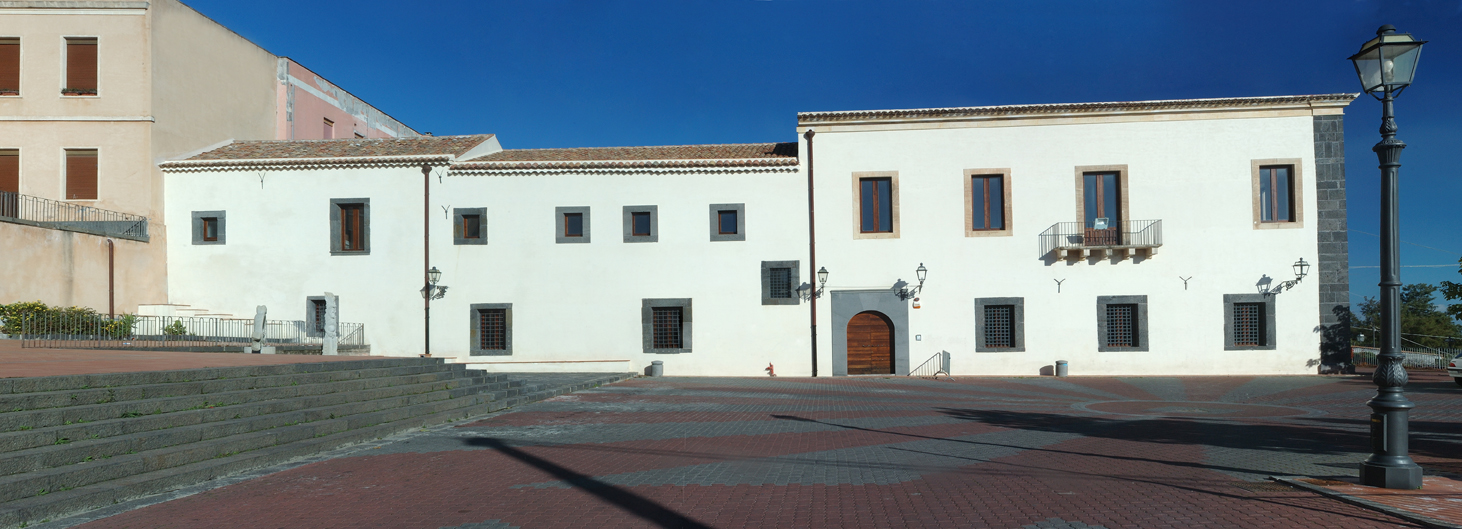
L'ex-convento francescano
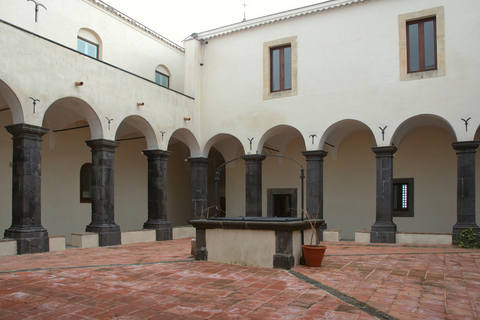
Chiostro museo, presso l'ex-convento francescano
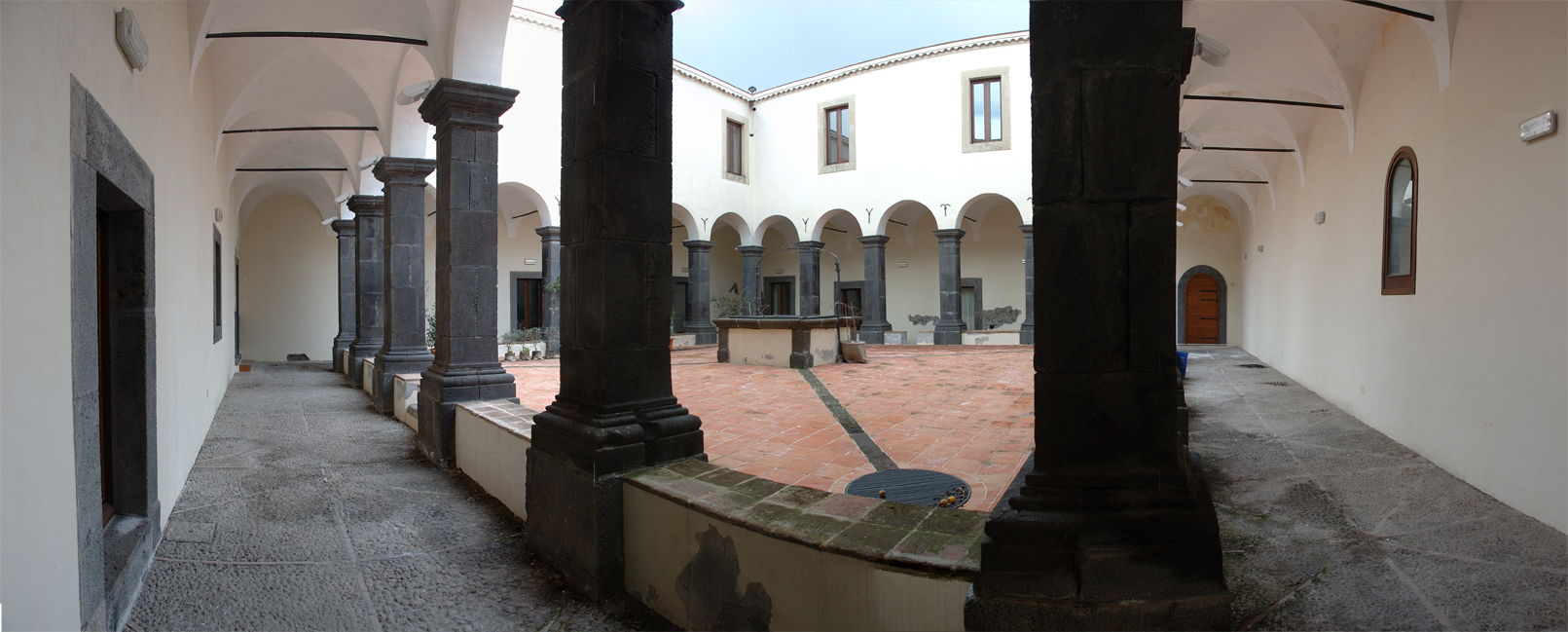
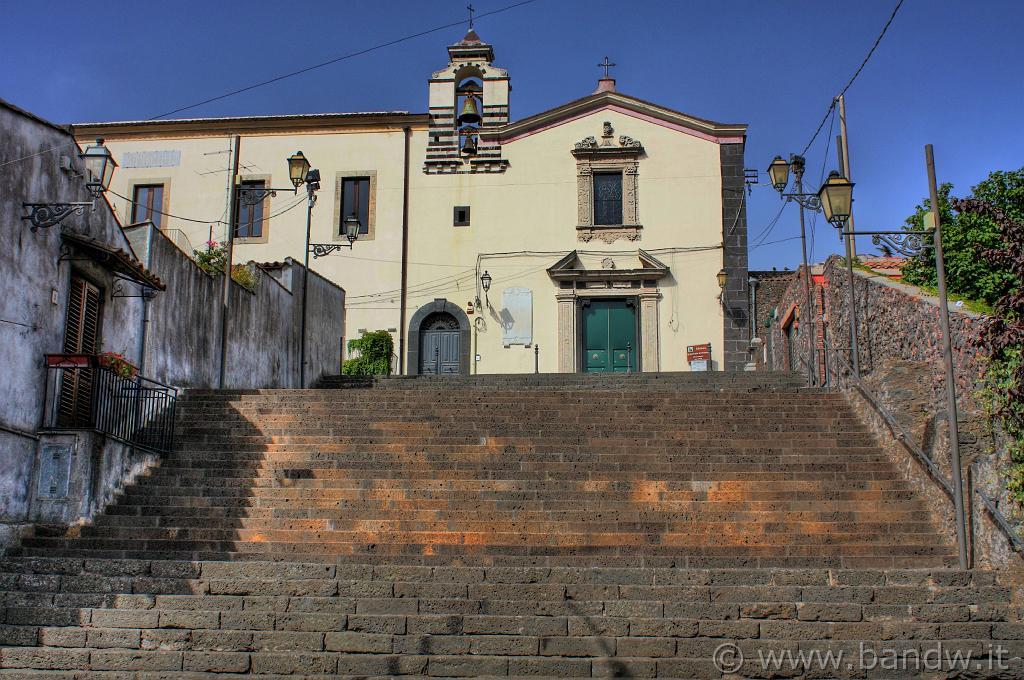
Scalinata della chiesa di San Antonio di Padova
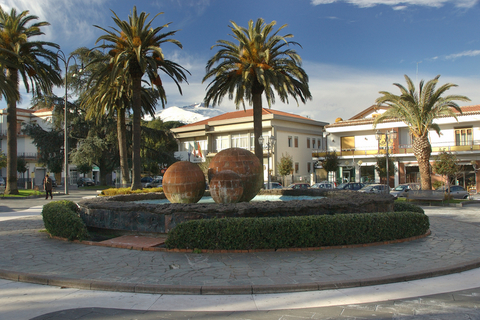
Piazza Marconi